# هايت باس
هايت باس (بالإنجليزية: Hyatt Bass)‏ (1969، مانهاتن في الولايات المتحدة)؛ روائية أمريكية. درست في جامعة برنستون.

## روابط خارجية
- هايت باس على موقع IMDb (الإنجليزية)
- هايت باس على موقع قاعدة بيانات الفيلم (الإنجليزية)